# Teorema de Morera
Em análise complexa, um ramo da matemática, o teorema de Morera, em homenagem a Giacinto Morera, dá um critério importante para provar que uma função é holomórfica.
Teorema de Morera afirma que uma função complexa, contínua, de valor ƒ definida em um conjunto aberto simplesmente conexo D no plano complexo que satisfaz: 
{\displaystyle \oint _{\gamma }f(z)\,dz=0}
{\displaystyle \gamma } em D, para cada curva seccionada fechada C1, deve ser holomórfico sobre D.